# Micronoemia albosignata
Micronoemia albosignata là một loài bọ cánh cứng trong họ Cerambycidae.